# Choerodon zosterophorus
Choerodon zosterophorus är en fiskart som först beskrevs av Bleeker, 1868.  Choerodon zosterophorus ingår i släktet Choerodon och familjen läppfiskar. IUCN kategoriserar arten globalt som livskraftig. Inga underarter finns listade i Catalogue of Life.